# كانون 550 دي
كانون 550 دي (بالإنجليزية: Canon EOS 550D)‏ وفي اليابان EOS Kiss X4 وفي أمريكيا EOS Rebel T2i هي كاميرا احترافية 18.0 ميجا بيكسل من إنتاج شركة كانون وقد طرحت في السوق في صيف 2010